# Musée Zaporogue d'histoire locale
Le musée Zaporogue d'histoire locale  (en ukrainien : Запорізький краєзнавчий музей) au 29 rue Trinité de Zaporijjia.

## Historique
Fondée en 1921 par M. Novitsky, mais à la mort de son initiateur le musée périclite lentement. En 1931 il a été réuni avec le musée de Dnipro, ses collections furent gravement endommagées lors de la seconde guerre mondiale ; il fut recréé en 1944 à Mélitopol avant d'être relocalisé à Zaporijjia en 1948. C'est en 1991 qu'il fut relocalisée dans les bâtiments de l'ancienne administration Zemsky.
Sa collection regroupe plus de 100 000 objets.

### Collections
Présentation de la vie et la culture Zaporogue, une collection archéologique, paléographique, numismatique et autour de Makno et de la révolution ukrainienne de 1917.

## Images

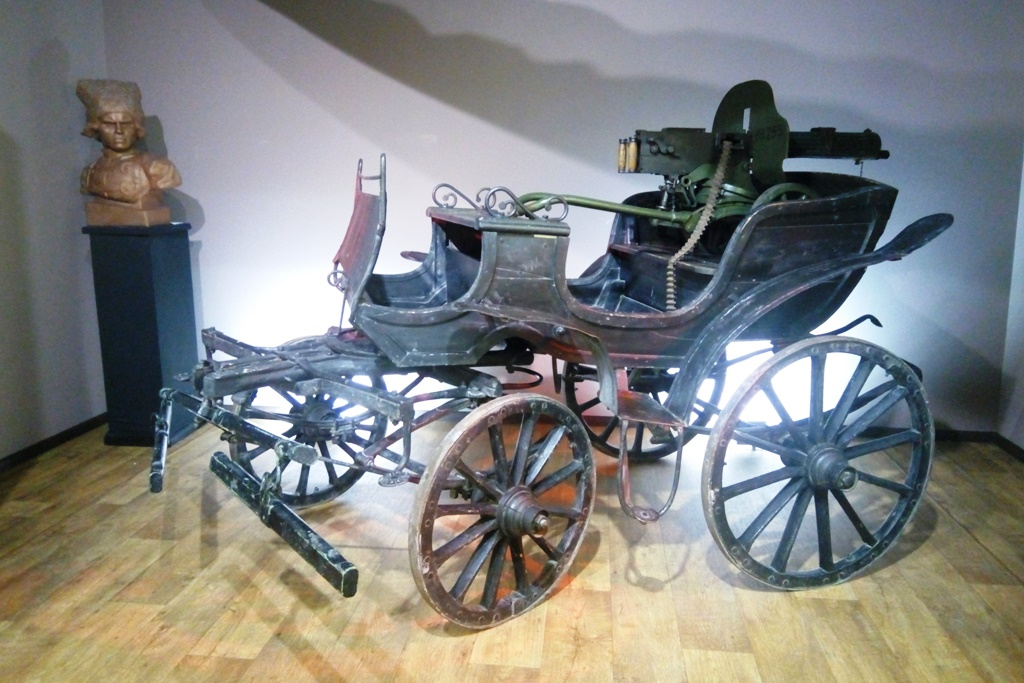
Calèche.
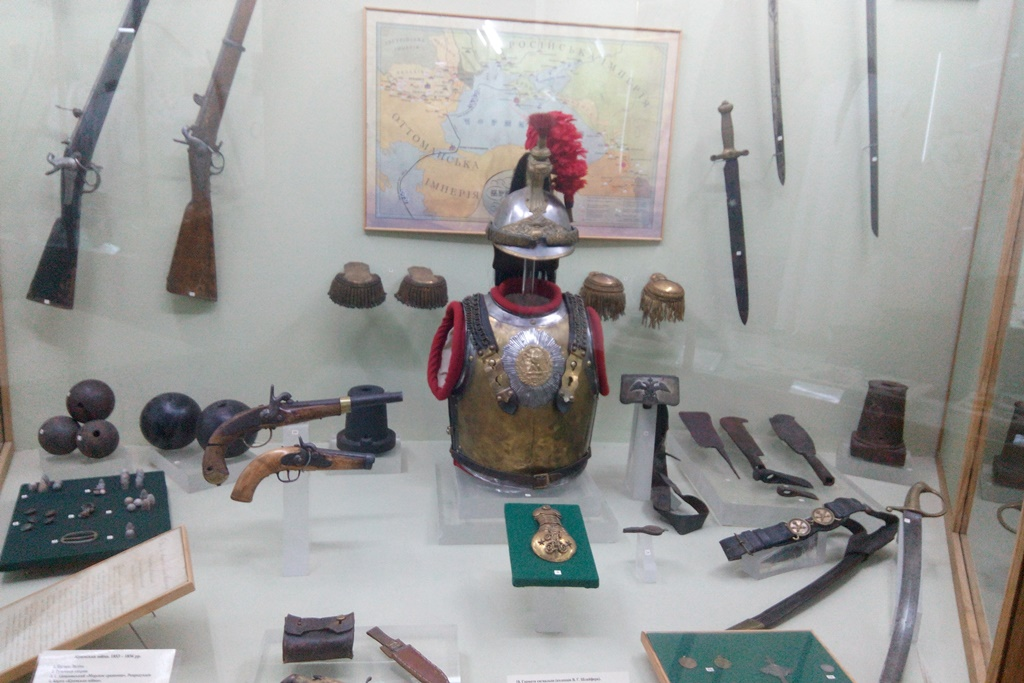
Armement XVIIIe siècle.
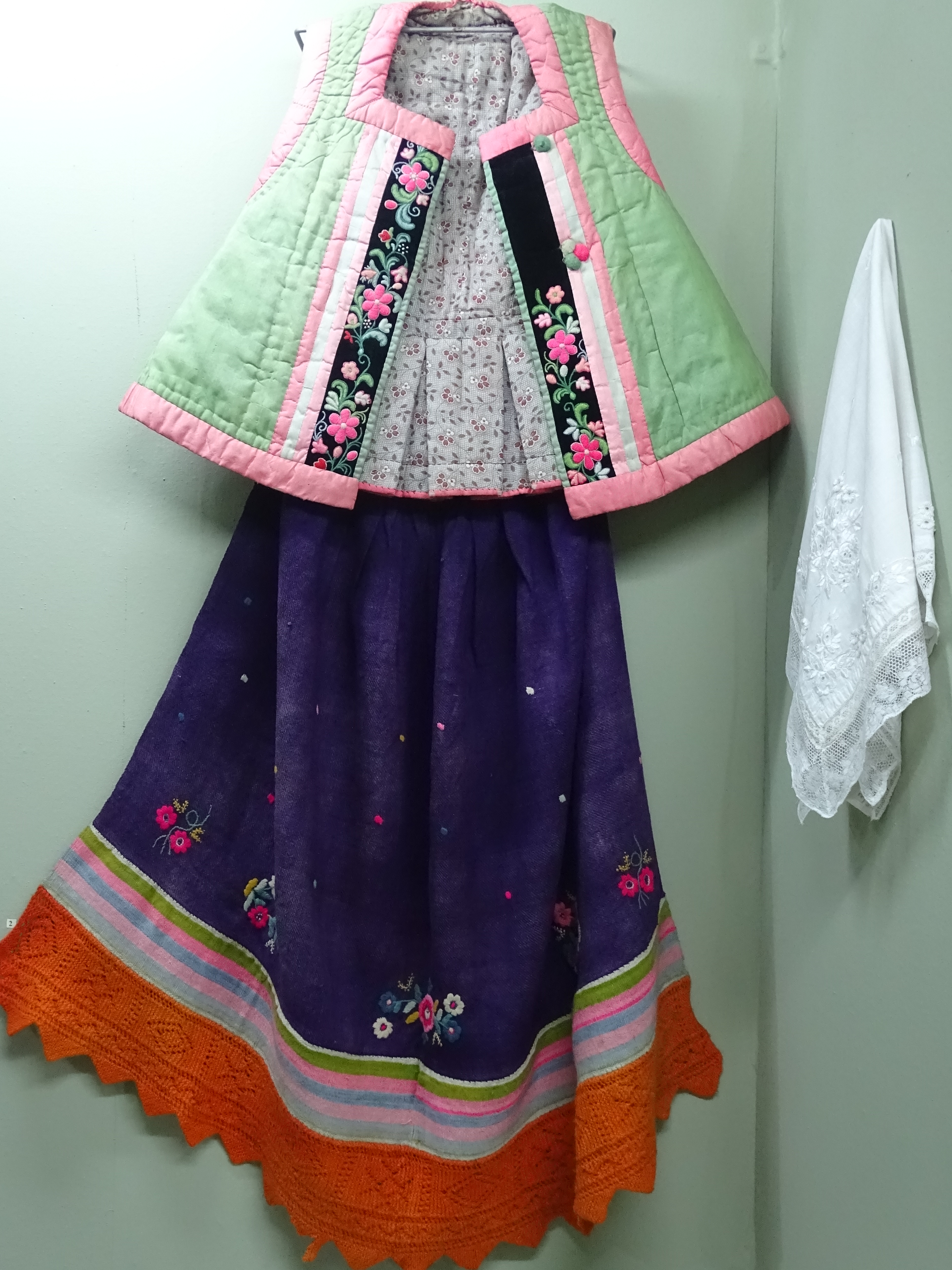
Habillement féminin.

### Sources
- Site officiel
- Notice dans un dictionnaire ou une encyclopédie généraliste :   - Encyclopédie de l'Ukraine moderne
- Notices d'autorité :   - VIAF
  - LCCN
  - WorldCat